# 伊列克得站
伊列克得站是位于内蒙古自治区牙克石市伊列克得村的一个铁路车站，邮政编码022178。车站建于1901年，有滨洲铁路经过该站，现办理货运业务，不办理客运业务，车站及其上下行区间均未电气化。车站距离哈尔滨站574公里，隶属哈尔滨铁路局海拉尔车务段，是四等站。“伊列克得”源自蒙古语，可视为“狼巢”、“旋涡”或“徒步而来”之意。